# 加菲爾德縣 (猶他州)
加菲爾德縣（英語：Garfield County）是美国犹他州南部的一個縣，東界科羅拉多河，面積13,489平方公里。根據2020年美國人口普查，本縣共有人口5,083人。本縣縣治為潘圭奇。
本縣成立於1882年，縣名紀念第二十任美国总统詹姆斯·加菲爾德。

## 地理

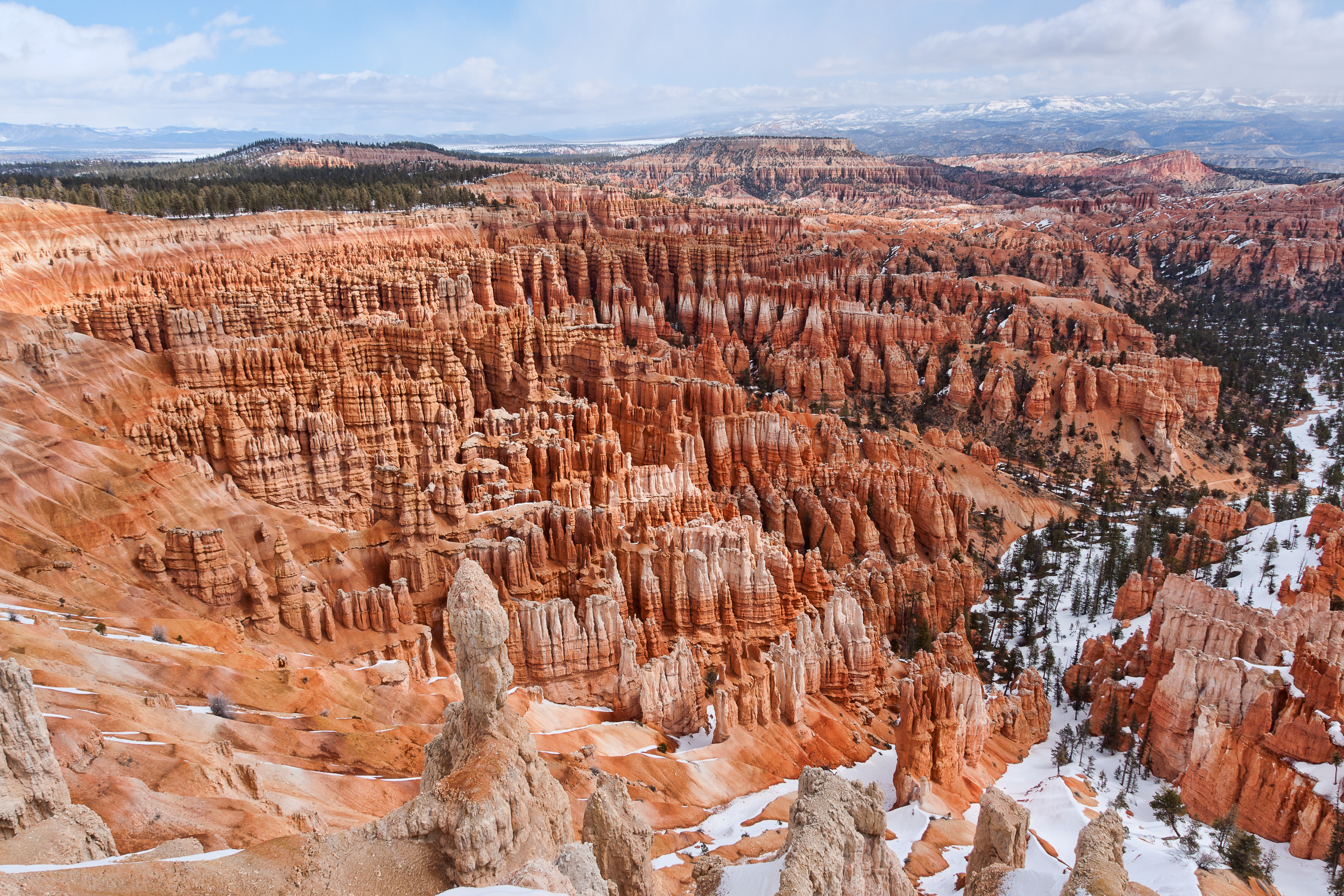
布萊斯峽谷國家公園

根據2000年人口普查，加菲爾德縣的總面積為5,208平方英里（13,490平方），其中有5,174平方英里（13,400平方），即99.35%為陸地；34平方英里（88平方），即0.65%為水域。本縣既是猶他州面積第五大的縣份，亦是美國面積第57大的縣份。位於本縣南部的科羅拉多河形成了本縣的南方邊界。
大部份布萊斯峽谷國家公園土地位於本縣的西南部，而大階梯-埃斯卡蘭特國家紀念碑的北部則佔有本縣的中部。圓頂礁國家公園的大部分土地位於本縣的東部地區。極小部份的峽谷地國家公園位於本縣的東北角。

### 毗鄰縣
因為加菲爾德縣位於猶他州中部，因此所有毗鄰縣皆為猶他州的縣份。
- 韋恩縣：北方
- 聖胡安縣：東方
- 凱恩縣：南方
- 艾昂縣：西方
- 比佛縣：西北方
- 派尤特縣：西北方

### 國家保護區
- 布萊斯峽谷國家公園（部分）
- 峽谷地國家公園（部分）
- 圆顶礁国家公园（部分）
- 迪克西国家森林（部分）
- 鱼湖国家森林（部分）
- 格倫峽谷國家遊樂區（英语：Glen Canyon National Recreation Area）（部分）
- 大階梯-埃斯卡蘭特國家紀念碑（英语：Grand Staircase–Escalante National Monument）（部分）

## 人口
| 调查年             | 人口  | 备注 | %±     |
| ------------------ | ----- | ---- | ------ |
| 1890               | 2,457 |      | —      |
| 1900               | 3,400 |      | 38.4%  |
| 1910               | 3,660 |      | 7.6%   |
| 1920               | 4,768 |      | 30.3%  |
| 1930               | 4,642 |      | −2.6%  |
| 1940               | 5,253 |      | 13.2%  |
| 1950               | 4,151 |      | −21.0% |
| 1960               | 3,577 |      | −13.8% |
| 1970               | 3,157 |      | −11.7% |
| 1980               | 3,673 |      | 16.3%  |
| 1990               | 3,980 |      | 8.4%   |
| 2000               | 4,735 |      | 19.0%  |
| 2010               | 5,172 |      | 9.2%   |
| [ 8 ] [ 9 ] [ 10 ] |       |      |        |

根據2000年人口普查，加菲爾德縣擁有4,735居民、1,576住戶和1,199家庭。其人口密度為每平方英里0.9居民（每平方公里0.4居民）。本縣擁有2,767間房屋单位，其密度為每平方英里0.5間（每平方公里0.2間）。而人口是由94.95%白人、0.17%黑人、1.84%土著、0.4%亞洲人、0.04%太平洋岛民、1.12%其他種族和1.48%混血构成。而西班牙裔或拉丁美洲人佔了人口2.87%。
在1,576住户中，有38.4%擁有一個或以上的兒童（18歲以下）、66.4%為夫妻、6.8%為單親家庭、23.9%為非家庭、20.5%為獨居、10.1%住戶有同居長者。平均每戶有2.92人，而平均每個家庭則有3.43人。在4,735居民中，有32.6%為18歲以下、7.8%為18至24歲、23.1%為25至44歲、22.4%為45至64歲以及14.1%為65歲以上。人口的年齡中位數為34歲，女子對男子的性別比為100：104.6。成年人的性別比則為100：102.2。
本县的住戶收入中位數為$35,180，而家庭收入中位數則為$40,192。男性的收入中位數為$30,239，而女性的收入中位數則為$20,408，人均收入為$13,439。約6.1%家庭和8.1%人口在貧窮線以下，包括8.8%兒童（18歲以下）及10.4%長者（65歲以上）。